# Recuerdos del pasado
Recuerdos del pasado es un libro de memorias escrita por Vicente Pérez Rosales que resulta ser prácticamente su autobiografía, al menos en el periodo comprendido entre 1814 y 1866. En ella, el autor narra desde su perspectiva la vida política y social, así como también las diversas costumbres y tradiciones que va "recordando" a lo largo de la evolución de la naciente República de Chile, desde los albores de la independencia, allá por la Patria Vieja, hasta los años finales del gobierno pelucón (gobierno de Montt, 1851-1861), comparando constantemente al Chile de "aquel entonces" con el Chile de su época (1875).

## Argumento
Advertencia: el siguiente texto contiene alusiones a la trama y contenidos de la obra
La novela inicia su relato con una notable descripción del Santiago a fines de la Colonia, subrayando la gran impresión que le causa al autor la transformación que sufre esta "aldea" durante el siglo, hasta convertirse en la capital imponente que fue hacia 1880. Esta comparación se sigue desarrollando en diversos capítulos de la novela, dándole al lector una idea del cómo y porqué de aquel progreso.
A través de la enaltecida imagen de los héroes patrios, próceres de la independencia, así como también del general San Martín, a quien eleva a verdadero Padre de la Emancipación Americana (junto con Simón Bolívar), nos muestra la triste realidad social y política de la inicipiente República de Chile, contrastándola con la maravillosa calidad ideológica de la época, que a su entender no tendrá parangones en ninguno de los gobiernos que regirán el país a continuación. Claro ejemplo de esta claridad de visión y perspectiva futura lo plantea en el ámbito educacional, relatando cómo los próceres, antes incluso de haber terminado de expulsar totalmente la amenaza española de suelo patrio, ya habían fundado la Biblioteca Nacional y el Instituto Nacional, sentando además las bases de numerosas instituciones que perdurarán hasta nuestros tiempos.
Su relato prosigue luego con sus propias aventuras, que estarán siempre relacionadas (perteneciendo él a la clase aristocrática de Chile, lo que entonces era sinónimo del poder o estrecha relación a éste) con el devaneo histórico de Chile. Notables resultan sus relatos de los jóvenes chilenos en la Ciudad de las Luces y su estrecha relación con los grandes personajes del mundo hispano arraigados en París. A su vuelta a Chile, el contraste con la situación de la naciente república aclara al lector por qué Europa será siempre Europa y Latinoamérica siempre Latinoamérica.
Otro de los relatos interesantísimos que presenta esta novela, es el viaje del autor a tierra californiana, enmarcado en la denominada fiebre del oro. Más allá de la trama, no exenta de aventuras, "fortunios" e infortunios, la acabada descripción que hace sobre la geografía de la bahía de San Francisco y de las cuencas hidrográficas que en ella se vierten asombra tanto por la sencillez de la forma en que se detalla (lo que permite, sin conocer el lugar, formarse rápidamente una idea del lugar), como por la exactitud que esta tiene. Pérez Rosales destaca en este ámbito por su gran capacidad para describir los ambientes en que se desenvuelve su obra, siempre con sencillez y claridad, pero de una gran precisión.
Por último relata sus afanes como agente de la colonización alemana en el sur de Chile. Desde las innumerables dificultades que debe enfrentar por una clase política que, a pesar de la grandeza del presidente que la lidera (Manuel Montt, hasta el año 1861) y del apoyo que éste le brinda a su agente de colonización (el mismo Pérez Rosales), es incapaz de vislumbrar el inmenso aporte que los inmigrantes germanos traerán al país. A tanto llegarían sus penurias, que en un momento, con los alemanes desembarcando en Corral, el aún no poseía tierra alguna que ofrecerles, porque el humilde y olvidado pueblo de Valdivia había creído encontrar en los colonos alemanes la posibilidad de reivindicar su miseria y todos los sitios existentes, que meses antes no tenían valor alguno, si es que dueño, ahora se vendían a precios exorbitantes.
La obra termina con una visualización general y una proyección, acompañadas de una dura crítica hacia la mala perspectiva de la clase acomodada de Chile respecto a la colonización e inmigración del sur de Chile. Su gran experiencia en la materia y su calidad de trotamundos experimentado hacen sus opiniones dignas de ser consideradas.

## Valor histórico de la obra
El incalculable valor que tuvieron estas notas de su vida, transformadas por el mismo en su cuasi-autobiografía, como aporte al gran libro que es la historia chilena, hacen que la lectura de esta novela no sólo sea deliciosa, sino que aporte, tanto al joven, adulto o viejo historiador aficionado (e incluso profesional) riquísima información sobre la geografía y acontecer de más de la mitad del siglo XIX chileno, en un exquisito español, lleno de memorables frases y alusiones y que mantiene la vitalidad de su relato incluso en los pasajes más ásperos y espinosos de la novela.